# Cottessergroeve

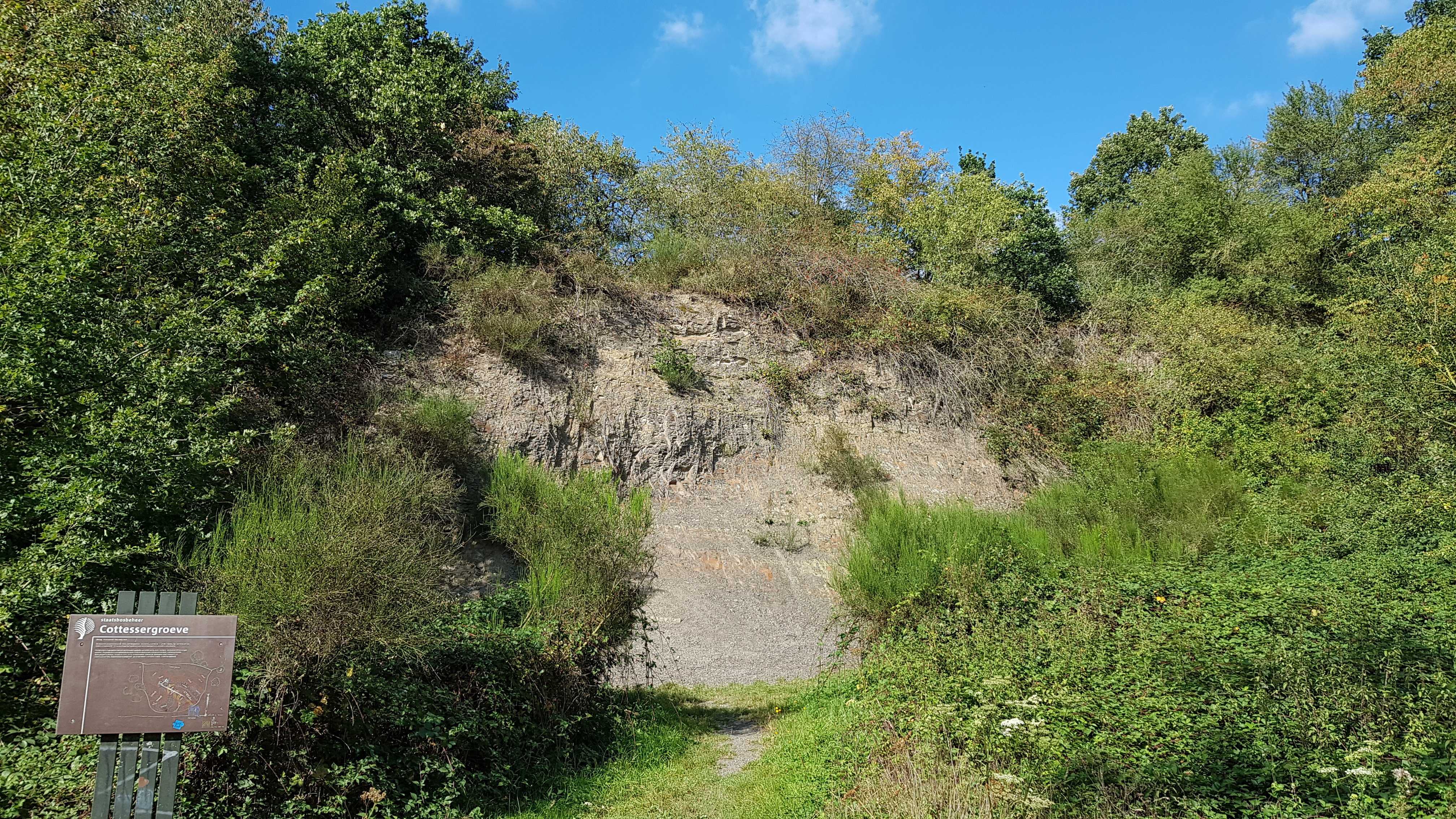
Cottessergroeve

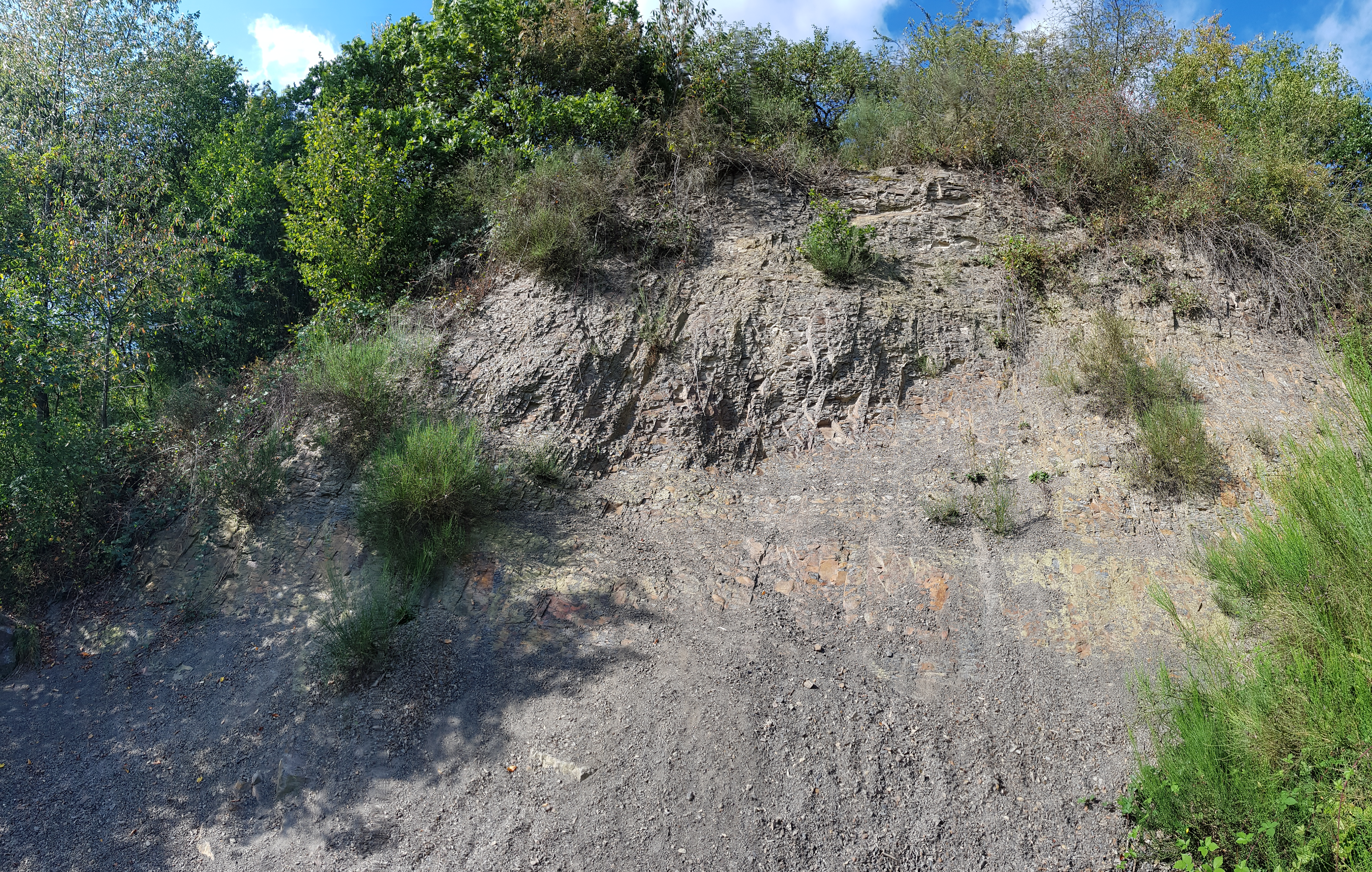
Cottessergroeve

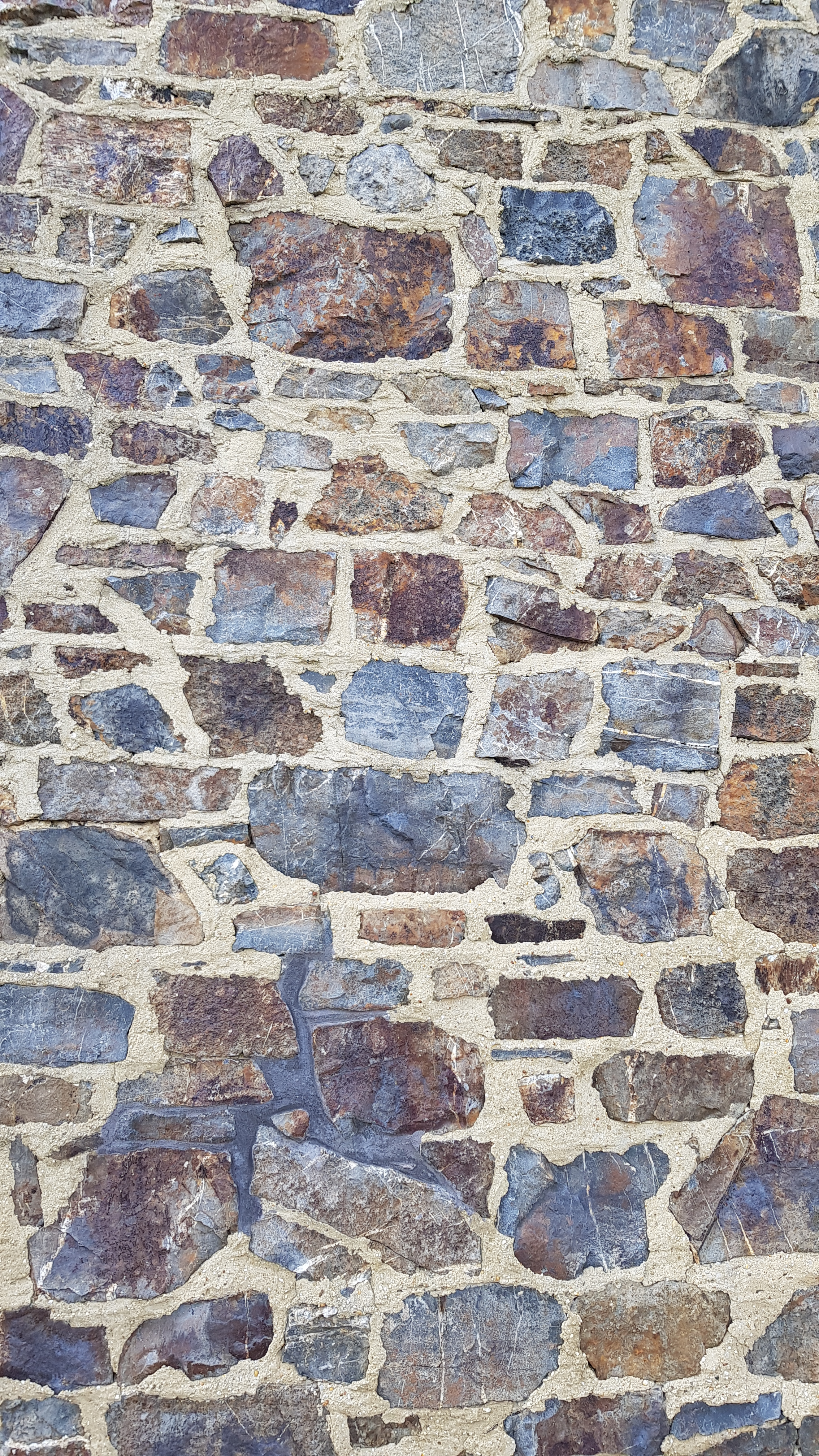
Kolenzandsteen in de muur van de Hoeve Termoere afkomstig uit de Cottessergroeve

De Cottessergroeve, Kwartsietgroeve of Groeve Wijkerslooth is een steengroeve en geologisch monument in Nederlands Zuid-Limburg in de gemeente Vaals. De groeve ligt ten zuidoosten van Epen en zuidwesten van Cottessen in een steilwand langs de Geul in het Geuldal aan de voet van de zuidwestelijke helling van het Plateau van Vijlen.
Het terrein is een natuurgebied en geologisch monument dat in bezit is van Staatsbosbeheer en opengesteld voor het publiek.

## Geschiedenis
In deze aanvankelijk open groeve werd kwartsiet gewonnen. Het gesteente werd in de nabijheid van de groeve gebroken en gezeefd. Daarna werd het geleverd aan de Chamotte Unie te Geldermalsen voor het vervaardigen van vuurvaste stenen. Het betrof de zogenaamde Dinasstenen (vuurvast en kiezelzuurhoudend).
In de jaren 1940 tot 1957 vond er ook ondergrondse winning plaats waarbij er een mijngang werd gedolven. Het gedolven materiaal werd gebruikt voor de vervaardiging van vuurvaste ovenbekleding. Later werden meer tunnels geboord en de oude gangen werden met steenafval gevuld. In 1960 werd de winning gestaakt.

## Geologie
Ten zuiden van Epen komt er naast het Limburgs Krijt ook nog oudere gesteenten uit de Formatie van Epen aan het oppervlak van 330 miljoen jaar oud die behoren tot het Boven-Carboon (Namurien). Zo komt er in de Cottessergroeve een dikke kwartsietlaag aan de oppervlakte. Deze kwartsietische zandstenen en schalies ligt geplooid in de ondergrond en heeft een steile helling richting het zuiden. Als gevolg van de aanwezigheid van grote splijtvlakken in het gesteente kan het materiaal eenvoudig ontgonnen worden en werd in de omgeving volop gebruikt als bouwsteen.
Boven op de kwartsietlaag liggen fijngelaagde schalielagen. In deze lagen komen fossielen voor maar de aangetroffen exemplaren waren slecht geconserveerd.
De gebergtevorming die aan het einde van het Carboon plaatsvond in de Ardennen en Eifel, betrok ook Zuid-Limburg erbij waarbij er als gevolg van hoge druk en temperaturen opgelost kiezelzuur zich afzette tussen de zandkorrels. Hierdoor ontstond er een harde kwartsietbank. Tevens vond er plooiing en breukvorming plaats, waarbij er verschuivingen in het gesteente plaatsvonden. In de kwartsietbank bevinden zich twee opvallende breukvlakken en daarnaast nog tal van andere breuken als gevolg van drukontlasting in het gesteente, de zogenaamde diaklazen.
In de groevewand is er een anticlinale structuur te zien die verstoord wordt door twee breuken, waardoor de dikke kwartsietbank is verschoven.

## Toepassing
De nabijgelegen Hoeve Termoere is gebouwd uit stenen die uit de Cottessergroeve afkomstig zijn.

## Zie ook

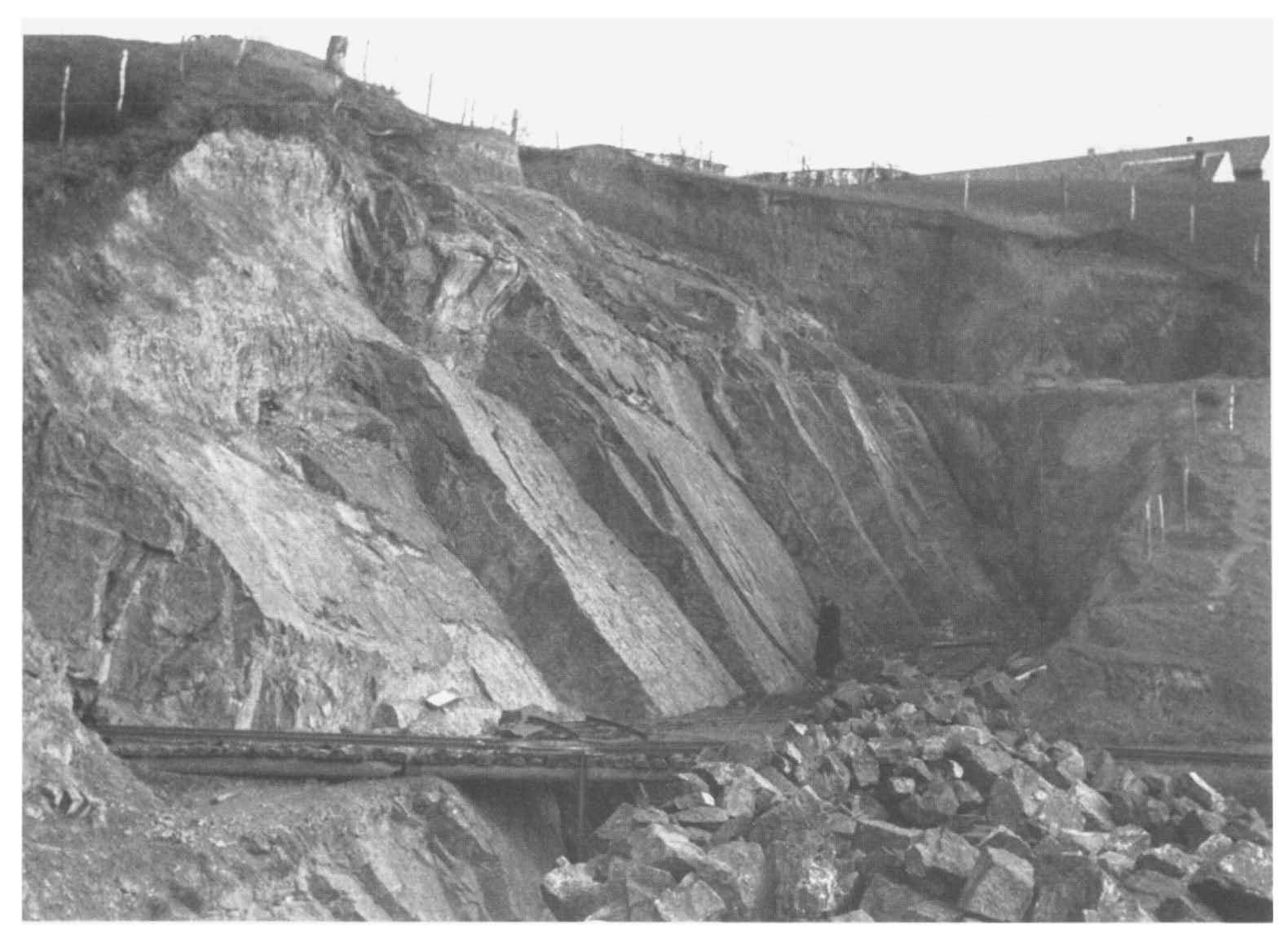
De kwarsietgroeve te Cottessen rond 1950
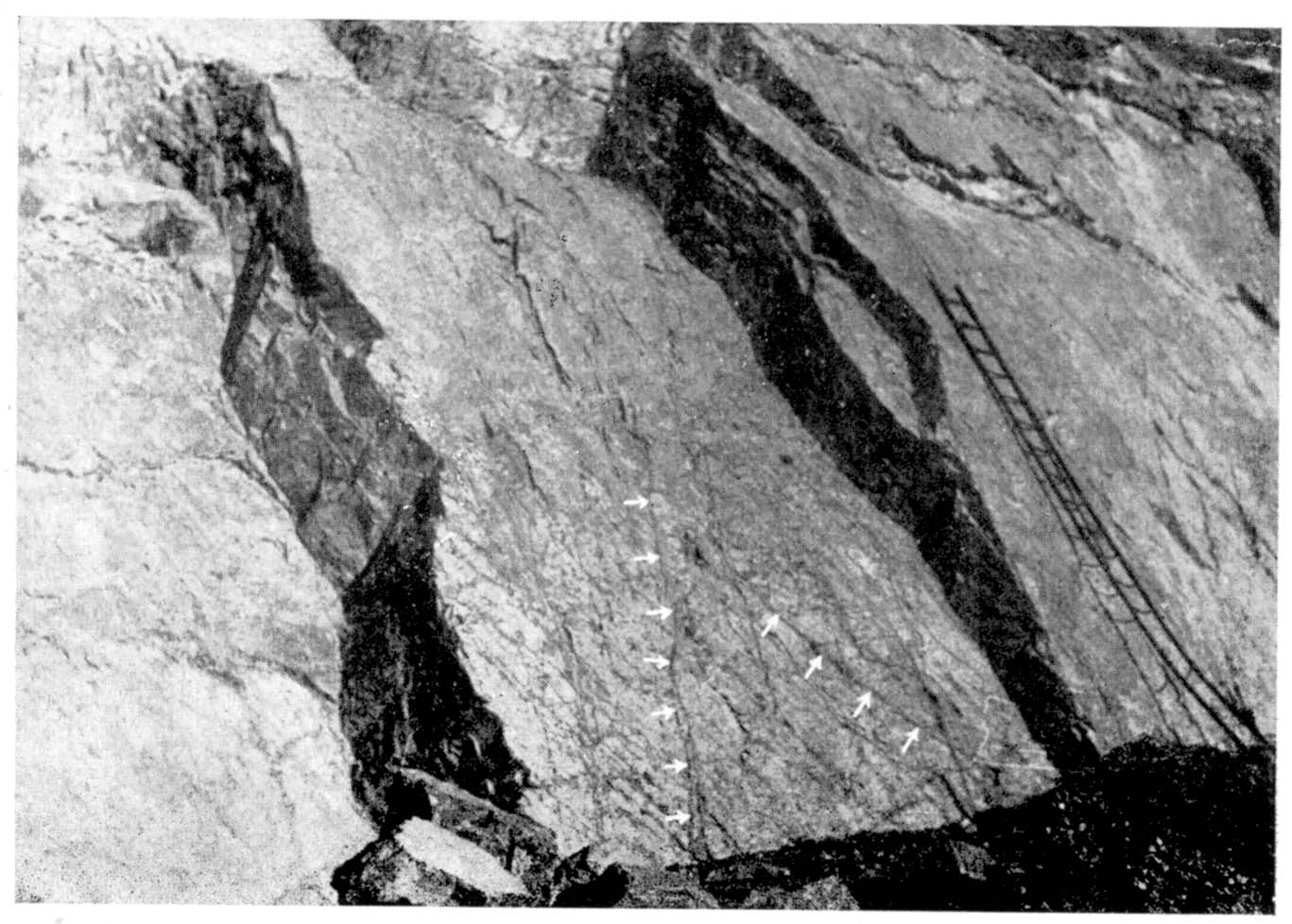
Splijtvlakken aangegeven (1947)
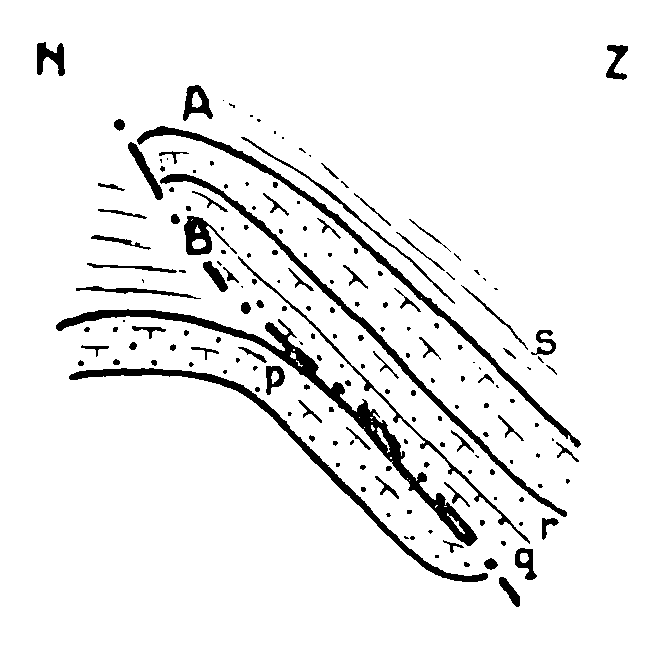
Schema van Cottessergroeve